# Dinastia Hardrada
Dinastia Hardrada (în norvegiană: Hardrådeætten) a fost o puternică dinastie roială care a guvernat, în diferite perioade ale istoriei, în Regatul Norvegiei, Regatul Insulelor și în Regiunea Orkney.
Casa roială a fost fondată de Harald Sigurdsson atunci când a fost făcut rege al Norvegiei. Descendenții lui aveau să extindă influența, bogăția și puterea dinastiei după moartea sa. Este foarte putin probabil ca domnitorii acestei dinastii să fi fost menționați ca făcând parte din Casa de Hardrada, acesta fiind un termen compus de istoricii moderni. Potrivit cronicilor, Harald Hardrada a fost descendentul primului rege al Norvegiei, Harald Fairhair, însă acest lucru nu este acceptat de istoricii moderni.
Această casă a oferit zece regi ai Norvegiei și a fost înlocuită de ramura Gille, al cărui fondator, Harald Gille, a pretins a fi un descendent al liniei Haradrada. Dinastia a fost restaurată pentru scurt timp sub regele Magnus Erlingsson, un descendent al dinastiei, însă a fost înlocuită din nou cu Casa de Sverre în 1184.

## Regii dinastiei care au condus Norvegia

### Harald al III-lea al Norvegiei

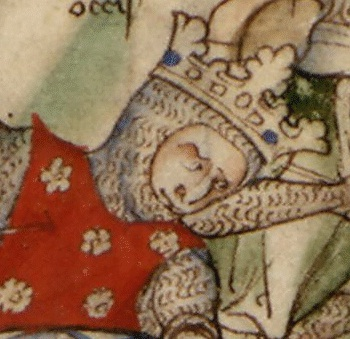

Folosind bogăția strânsă în serviciul împăratului bizantin, Harald se întoarce în Norvegia în 1045. Harald era însoțit de mulți oameni care îl slujiseră, și reprezenta deci o amenințare imediată pentru regele din acel moment Magnus I, fiul lui Olaf al II-lea și nepotul lui Harald care se întorsese din exil în 1035 să pretindă tronul tatălui său la moartea lui Knut cel Mare.
Magnus I a acceptat să împartă puterea cu unchiul său Harald pe care l-a asociat la coroană. Doar un an mai târziu Magnus murea în circumstanțe neelucidate în totalitate. Neînțelegerile întrei cei doi au dus la zvonuri că Magnus a fost asasinat de Harald pentru ca acesta să rămână singur pe tronul Norvegiei.
Harald a fost ucis în Bătălia de la Stamford Bridge, în afara orașului York. Bătălia a avut loc la 25 Septembrie 1066. Harald a luptat împotriva armatelor regelui Harold Godwinson al Angliei. Venise în Anglia cu pretenții la tronul acesteia bazate pe o ipotetică înțelegere între Magnus și Hardeknut cum că dacă unul din ei murea fără urmași, celălalt urma să moștenească și Anglia și Norvegia.

### Magnus al II-lea al Norvegiei
Deși a fost destinat pentru cei doi frați să conducă regatul fără diviziune, în practică, Olaf a guvernat peste Viken (partea de sud-est a Norvegiei), în timp ce Magnus a controlat zonele înalte și Trøndelag (părțile de mijloc din Norvegia), împreună cu Norvegia de Vest și de Nord. În ciuda acestei divizii, nu există nici un semn de ostilitate între frați, iar relația lor pare să fi fost pașnică.
După ce a domnit timp de mai puțin de trei ani, Magnus s-a îmbolnăvit și a murit la Nidaros, pe 28 aprilie 1069. Cronicile raportează că Magnus a murit de pecingine, însă oamenii de știință moderni susțin că ar fi putut să moară de ergotism (o otrăvire a ciupercii Claviceps). 

### Olaf al III-lea al Norvegiei

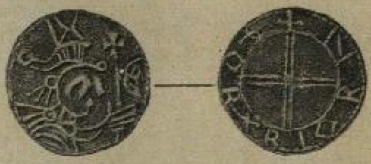

După moartea tatălui său, Olaf a împărțit guvernarea regatului împreună cu fratele său Magnus al II-lea al Norvegiei, care a devenit rege cu un an înainte. Magnus a murit în 1069 iar Olaf a devenit conducător unic al Norvegiei.
În timpul domniei sale, națiunea a cunoscut o perioadă lungă de pace. El a renunțat la orice ofensivă în domeniul politicii externe și a protejat Norvegia prin acorduri și conexiuni de căsătorie. Pe plan intern, a pus accent pe construirea, organizarea și modernizarea regatului. Se spune că Olaf a fondat orașul Bergen în 1070.
Înfrângerea serioasă a lui Harald Hardrada și a norvegienilor suferită în 1066, l-a ispitit pe regele danez, Svend Estridsen, să se pregătească pentru un atac asupra Norvegiei. Svend nu se mai simțea legat de acordul de încetare a focului semnat cu Harald în 1064, deoarece ar fi fost valabil numai în timpul vieții sale. Olaf a făcut pace cu Svend și s-a căsătorit cu fiica lui, Ingerid. Mai târziu, sora vitregă a lui Olaf s-a căsătorit cu fiul lui Svend Olaf, mai târziu regele danez. Deși au existat unele atacuri asupra Angliei de către forțele daneze, pacea a persistat între Danemarca și Norvega. Olaf a făcut pace și cu William Cuceritorul al Angliei.

### Haakon Magnusson al Norvegiei
După moartea lui Olaf el a fost numit rege al Norvegiei în Trondheim, în timp ce vărul său, Magnus al III-lea al Norvegiei a fost rege în Viken. Curând, acesta a intrat în conflict cu regele Magnus și războiul părea inevitabil. În 1095, Magnus a pregătit o acțiune armată împotriva lui Haakon, dar a fost surprins de poziția puternică detinută de vărul său. Când a aflat că Haakon a venit la Trondheim, el a traversat munții Dovrefjell. Haakon a murit brusc în timpul călătoriei iar Magnus a rămas regele unic al Norvegiei. 

### Magnus al III-lea al Norvegiei

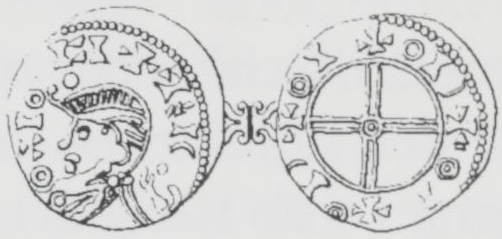

Ca singur fiu al regelui Olaf Kyrre, Magnus a fost proclamat rege în sud-estul Norvegiei, la scurt timp după moartea tatălui său din 1093. În partea de nord, cererea sa a fost contestată de către vărul său, Haakon Magnusson (fiul regelui Magnus Haraldsson) iar cei doi au guvernat împreună foarte greu până la moartea lui Haakon în 1095. Membrii nemulțumiți ai nobilimii au refuzat să-l recunoască pe Magnus ca rege după moartea vărului său, dar insurecția a fost de scurtă durată. După ce și-a asigurat poziția sa pe plan intern, Magnus a pornit o campanie în jurul Mării Irlandei (1098 - 1099). El a atacat Orkney, Insulele Hebride și Mann și a asigurat controlul norvegian printr-un tratat cu regele scoțian. Stabilindu-se în Mann în timpul său petrecut în vest, Magnus a avut o serie de forturi și case construite pe insulă, probabil pentru a obține suzeranitatea din Galloway. El a navigat în Țara Galilor mai târziu, câștigând controlul de la Anglesey după respingerea forțelor invadatoare normande de pe insulă.
După întoarcerea sa în Norvegia, Magnus a condus campanii în Dalsland și Västergötland în Suedia, pretinzând o frontieră veche cu țara. După două invazii eșuate și o serie de ciocniri cu regele danez Eric Evergood, au început negocierile de pace între cei trei monarhi scandinavi, temându-se că acest conflict va degenera. Magnus a încheiat pacea cu suedezii în 1101, fiind de acord să se căsătorească cu Margareta, fiica regelui suedez Inge Stenkilsson. În schimb, Magnus a câștigat Dalsland ca parte a zestrei soției sale. El a pornit o campanie finală în vest în 1102 și este posibil să fi căutat să cucerească Irlanda. Magnus a intrat într-o alianță cu regele irlandez Muirchertach Ua Briain din Munster, care a recunoscut controlul lui Magnus în Dublin. În circumstanțe neclare, în timp ce obținuse alimente pentru întoarcerea sa în Norvegia, Magnus a fost ucis într-o ambuscadă de către Ulaid, în anul următor. Avansurile teritoriale care i-au caracterizat domnia s-au încheiat odată cu moartea sa.

### Olaf Magnusson al Norvegiei

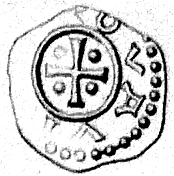

Olaf a devenit rege împreună cu frații săi vitregi, Sigurd Jorsalfar și Øystein Magnusson, atunci când tatăl lor, Magnus Barefoot a murit în 1103. El a fost regele Norvegiei timp de 12 ani, dar spre deosebire de frații săi nu a lăsat o impresie de durată asupra națiunii. Din moment ce el era încă foarte tânăr, frații lui mai mari au acționat ca regenți pentru partea sa de regat. În 1107, regele Sigurd a condus o cruciadă norvegiană în sprijinul Regatului cruciart nou înființat la Ierusalim și s-a întors în Norvegia în 1111. În această perioadă, regele Øystein a servit ca regent pentru fratele său, folosind energia și voința sa de a crea o țară puternică și stabilă.
În 1115, Olaf s-a îmbolnăvit și a murit când avea doar 17 ani. El a fost urmat de frații săi care au guvernat împreună. 

### Eystein I al Norvegiei

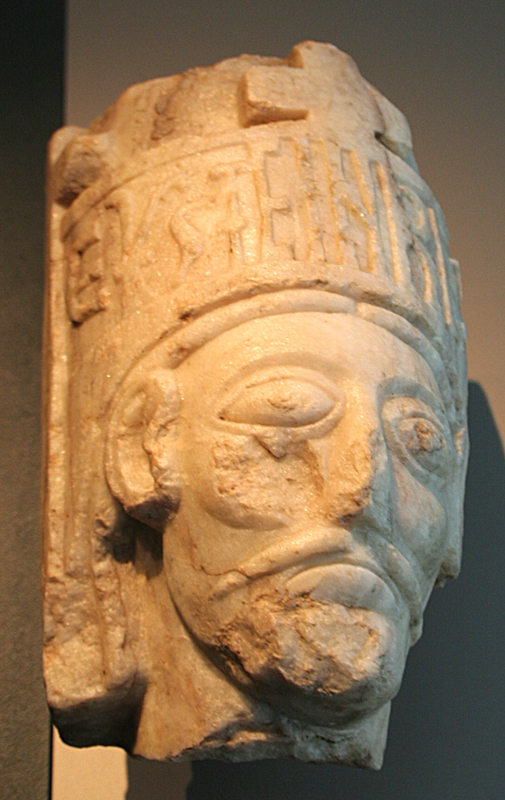

În timp ce Sigurd a câștigat faima ca rege războinic, Eystein a fost posterizat în legende ca un rege pașnic, care a rămas acasă în Norvegia și a îmbunătățit țara. Deși Eystein nu a fost implicat niciodată în război, se cunosc puține informații despre el, în ciuda domniei sale lungi de 20 de ani. Eystein a câștigat totuși afecțiunea oamenilor săi și a fost foarte apreciat de către scriitorii istorici care au scris despre ei. Domnia lui Eystein și Sigurd a devenit cea mai lungă co-guvernare din istoria Norvegiei.

### Sigurd I al Norvegiei

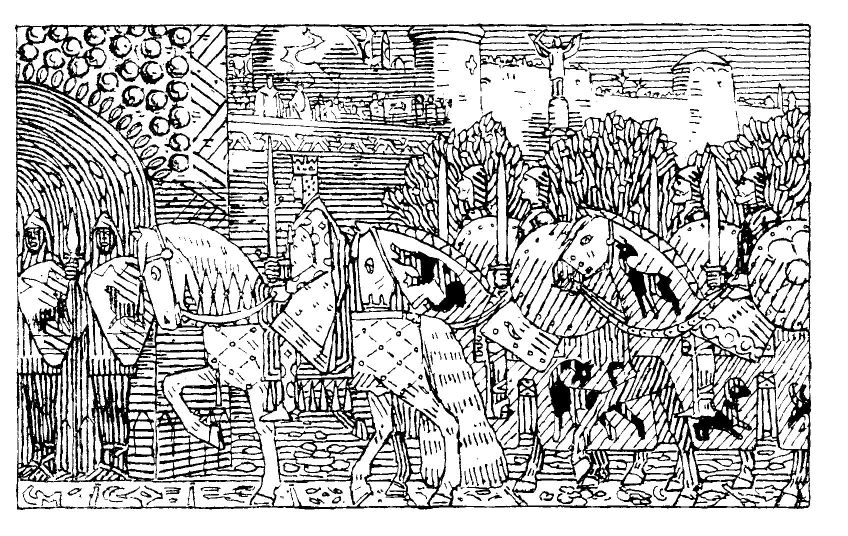
Regele Sigurd și oamenii lui în plimbare prin Constantinopol

În 1107 Sigurd a început o cruciadă"Jerusalem-farer", but informally translated in English into "the Crusader", cu scopul de a sprijini trupele cruciate ale Regatului Ierusalimului. A luptat în Lisabona, pe numeroase insule din Marea Mediterană în Palestina, l-a vizitat regele Siciliei, Roger, pe regele Ierusalimului Balduin și pe împǎratul Bizantin, Alexios I Comnen.
În 1110 Sigurd, împreună cu Balduin I a capturat orașul de coastă Sidon.
În 1111 se reîntoarce în Norvegia, unde mută capitala în orașul suedez de astǎzi, Kungälv, acolo construind o cetate, care a păstrat particula Sfintei Cruci, primititǎ de la Balduin. În 1123 Sigurd va trimite cruciați în Småland împotriva păgânilor. În timpul domniei lui Sigurd, Norvegia a intrat în zeciuiala bisericii, a fost creatǎ eparhia de Stavanger.

### Magnus al IV-lea al Norvegiei

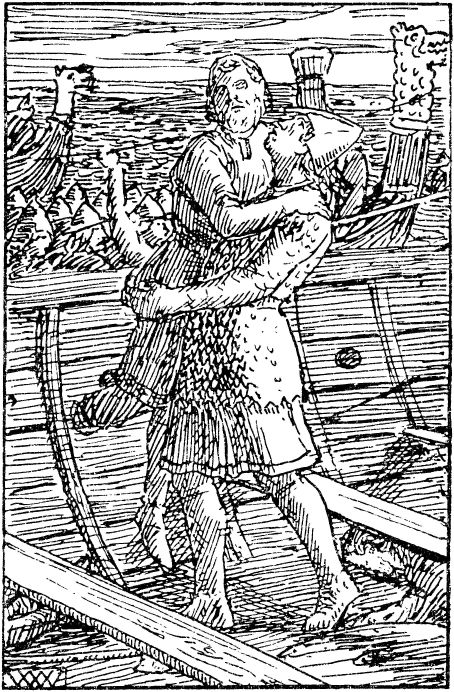
Moartea regelui Magnus de Heimskringla, J.M. Stenersen & Co., Wilhelm Wetlesen (1899)

Când regele Sigurd a murit în 1130, Magnus a devenit rege al Norvegiei, împreună cu unchiul său, Harald Gille. După patru ani de pace neliniștită, Magnus a început să se pregătească în mod deschid de război împotriva lui Harald Gille. Pe 9 august 1134, el l-a învins pe Harald Gille în bătălia decisivă de la Färlev aproape Färlev în Stångenäs. Harald a fugit în Danemarca.
Împotriva sflaturilor consilierilor săi, Magnus și-a desființat armata și s-a deplasat în Bergen să-și petreacă iarna acolo. Harald s-a întors în Norvegia cu o nouă armată și cu sprijinul regelui danez Erik Emune. Întâlnind o opoziție mică, el a ajuns la Bergen înainte de Crăciun. Magnus a avut câțiva oameni, iar orașul a căzut cu ușurință în mâinile armatei lui Harald pe 7 ianuarie 1135. Magnus a fost capturat și detronat. El a fost orbit, castrat și i s-a tăiat un picior. 
Magnus a fost dus în Abația Nidarholm din Insula Munkholmen în Trondheimfjord, unde a petrecut ceva timp ca un călugar. Harald Gille a fost ucis în 1136 de către Sigurd Slembe, un alt pretendent regal, care s-a proclamat rege în 1135. Pentru a-și asigura pretențiile sale, Sigurd l-a adus pe Magnus înapoi de la mănăstire și l-a făcut co-guvernator. Ei au decis să își împartă forțele iar Magnus a condus estul Norvegiei, acolo unde a avut cel mai mare sprijin. Acolo, el a fost învins în bătălia de la Minne de către forțele regelui Inge I, apoi a fugit la Götalands și, ulterior, în Danemarca, unde a încercat să obțină sprijin pentru cauza lui. O tentativă de invazie a Norvegiei de către regele Erik Emune de Danemarca a eșuat lamentabil.

### Magnus al V-lea al Norvegiei
În 1166, Sigurd Agnhatt și fiul său adoptiv, Olav Ugjæva ridicat o forță în Oppland și l-a proclamat rege pe Olav, în timp ce contele Erling se afla în Danemarca. Olav a fost fiul Mariei Øysteinsdotter, fiica fostului rege Eystein Magnusson. După ce Erling s-a întors în Norvegia pentru a se lupta cu revoltă, Olav și oamenii lui l-au atacat într-o ambuscadă la Rydjokul în Sørum. Erling a fost rănit și abia a reușit să scape. În 1168, Olav și oamenii lui s-au aventurat în sud de zona Oslofjord, însă a fost învins în luptă, la Stanger în Våler. Sigurd a fost ucis în luptă dar Olav a scăpat și a fugit în Danemarca.
În timpul domniei lui Magnus, Sverre Sigurdsson a venit în Norvegia și a revendicat tronul. În iunie 1177, Sverre i-a condus pe oamenii săi la Trøndelag unde a fost proclamat rege. Poziția lui Erling a fost compromisă și a căzut în bătălia de la Kalvskinnet în 1179. Au mai fost câțiva ani de război apoi s-a încheiat cu înfrângerea și moartea lui Magnus, în bătălia de la Fimreite din 15 iunie 1184. 